# Zhang Tianyi
Dans ce nom chinois, le nom de famille, Zhang, précède le nom personnel.
Pour les articles homonymes, voir Zhang.
Zhang Tianyi (chinois : 张天翼, de son vrai nom Zhang Yuanding, 26 septembre 1906 – 28 avril 1985) est un écrivain et un auteur de littérature d'enfance et de jeunesse chinois, dont les romans et les nouvelles connurent le succès dans les années 1930 pour leur esprit satirique.

## Biographie
Zhang Tian Yi est né à Nanjing en 1906. Avant la seconde guerre sino-japonaise, il travaille comme enseignant, journaliste et officiel mineur. Sa prolifique carrière littéraire commence dans les années 1920. Au début des années 1930, il rejoint la Ligue des écrivains de gauche et le parti communiste chinois. Il renonce à l'écriture de romans après 1943. Il devient rédacteur en chef du journal littéraire Renmin Wenxue (Littérature du peuple) et écrit de la littérature pour enfants.

## Liste des œuvres
- 1931 : Xiao Bide (Petit Peter), recueil de nouvelles
- 1933 : Yinian (Une année), roman
- 1937 : Zai chengshili (En ville), roman
- 1943 : Shuxie sanpian (Trois sketches)

## Traductions
- Haine, dans De la révolution littéraire à la littérature révolutionnaire. Récits chinois. 1918-1942, trad. Martine Valette-Hémery, L'Herne, 1970
- Petit Lin et Grand Lin, Bibliothèque internationale, Nathan, 1981
- Le Grand Loup gris, Beijing, Éditions en langues étrangères, 1981
- La Calebasse magique, Éditions en langues étrangères, 1982.

## Source
- (en) Cet article est partiellement ou en totalité issu de l’article de Wikipédia en anglais intitulé « Zhang Tianyi (writer) » (voir la liste des auteurs).